# Mike Bloomfield
Mike Bloomfield (Chicago, Illinois, 28 de julio de 1943 - 15 de febrero de 1981) fue un guitarrista estadounidense de blues y rock.

## Trayectoria
Se inició en el blues de la mano del armonicista Paul Butterfield, con quien colaboró durante varios años. Posteriormente tocó junto a Bob Dylan y Al Kooper, además de sus propias bandas, entre las que destaca The Electric Flag. Convertido en "superestrella del rock" durante los años 1960, acabó en el olvido a mediados de la década de 1970, en parte por su adicción a la heroína, en parte por las dificultades que su artritis presentaba para continuar tocando. Finalmente en 1981 fue hallado muerto por sobredosis dentro de su coche, en un aparcamiento.

## Estilo
Con un estilo virtuoso y muy melódico, fue uno de los músicos blancos de blues más apreciados por la crítica especializada. En el año 2003 estaba situado en el número 22 del ranking de "Los 100 mejores guitarristas de la historia", elaborado por la revista Rolling Stone. Su disco más destacable, desde una perspectiva blues, es "Cruisin' for a bruisin'", editado por Takoma Records, aunque el más conocido y exitoso es "Supersession".
En el año 2000, se publicó una autobiografía dictada.

## Discografía

### Con "The Paul Butterfield Blues Band"
- The Paul Butterfield Blues Band (1965)
- East-West (1966)
- The Original Lost Elektra Sessions (Grabaciones inéditas de 1964)
- East-West Live (Versiones en directos del álbum East-West)

### Con "Electric Flag"
- The Trip (film) (1967)
- A Long Time Comin' (1968)
- The Band Kept Playing (1974)

### Solo
- It's Not Killing Me (1969)
- Try It Before You Buy It (1973) (Permaneció sin publicar hasta 1980)
- If You Love These Blues, Play 'Em As You Please(1976)
- Analine (1977)
- Michael Bloomfield (1978)
- Count Talent And The Originals (1978)
- Between A Hard Place And The Ground (1979)
- Bloomfield-Harris (1979)
- Crusin' For A Brusin'(1981)

### Colaboraciones
- Super Session - Bloomfield, Al Kooper y Stephen Stills (1968)
- The Live Adventures of Mike Bloomfield and Al Kooper (1968)
- Al Kooper and Mike Bloomfield: The Lost Concert Tapes (1968)
- Two Jews' Blues (1969), con Barry Goldberg. No aparece en los créditos, por razones contractuales.
- My Labors (1969) con Nick Gravenites
- Live at Bill Graham's Fillmore West (1969) con Nick Gravenites
- Medium Cool (1969), Banda sonora original
- Steelyard Blues (1973) Banda sonora original, con Nick Gravenites y otros.
- Mill Valley Bunch - Casting Pearls (1973)
- Triumvirate (1973), Mike Bloomfield, con John Hammond, Jr. & Dr. John.
- KGB (1976) - Grupo formado por Ray Kennedy - cantante, Barry Goldberg - teclados, Mike Bloomfield - guitarra, Rick Grech - Bajo, Carmine Appice - Batería

### Trabajos seleccionados, como músico de sesión
- Highway 61 Revisited - Bob Dylan (1965)
- Wow/Grape Jam|Grape Jam - Moby Grape (1968)
- Living with the Animals - Mother Earth (1968); aparece en créditos como "Makal Blumfeld" por razones contractuales.
- Fathers & Sons - Muddy Waters(1969)
- I Got Dem Ol' Kozmic Blues Again Mama! - Janis Joplin (1969)
- Weeds - Brewer & Shipley (1969)
- Sam Lay In Bluesland - Sam Lay (1970)
- Gandharva - Beaver & Krause (1971)

### Ediciones póstumas
- Living In The Fast Lane (1981)
- Bloomfield: A Retrospective (1983)
- I’m with You Always (Grabaciones en vivo, en el McCabe’s Guitar Shop, Santa Mónica, CA; 1977)
- Between The Hard Place And The Ground (Edición diferente al LP original de los 70)
- Don't Say That I Ain't Your Man: Essential Blues, 1964-1969, unas antología que incluye cinco temas de las sesiones de Columbia en 1964.
- Live at the Old Waldorf (Grabado en vivo en 1976 y 1977 por el productor Norman Dayron en el Old Waldorf Nightclub)
- Barry Goldberg & Friends - Live
- El libro If You Love These Blues, contiene un CD de las primeras grabaciones.